# Сальміярві (селище)
Сальміярві (рос. Сальмиярви, фін. Salmijärvi) — селище у Печензькому районі Мурманської області Російської Федерації.
Населення становить 71 особу. Належить до муніципального утворення Нікельське міське поселення .

## Населення
| 2002 | 2010 |
| ---- | ---- |
| 121  | ↘71  |